# Andropogon elegans
Andropogon elegans är en gräsart som beskrevs av C.Cordem. Andropogon elegans ingår i släktet Andropogon och familjen gräs.
Artens utbredningsområde är Réunion. Inga underarter finns listade i Catalogue of Life.